# Hermandad Sacramental del Rocío
La Cofradía del Rocío cuyo nombre oficial y completo es Real, Ilustre y Venerable Hermandad Sacramental de Nuestro Padre Jesús Nazareno de los Pasos en el Monte Calvario y María Santísima del Rocío Coronada es una hermandad religiosa o cofradía con sede canónica en la Iglesia de San Lázaro, en el barrio de La Victoria, en la ciudad de Málaga (España). Realiza su salida procesional durante la Semana Santa malagueña, en la tarde del Martes Santo.
En 2025 contaba con 3.100 hermanos y era acompañada por 1.050 nazarenos.

## Historia
Los orígenes de la Hermandad se remontan a la aparición en Málaga de la Orden de los Mínimos, fundada por San Francisco de Paula.
Terminada la reconquista de Málaga por los Reyes Católicos en 1487, a través de fray Bernardo Boil, amigo de la infancia del rey Fernando II de Aragón, la Orden de los Mínimos obtienen permiso para establecerse en Málaga en 1493, fundando el Convento de San Francisco de Paula y acogiendo en él a la imagen de Virgen de la Victoria, regalo de Fernando II de Aragón, para que se le diese culto, constituyéndose en la Patrona de Málaga.
A principios del siglo XVI, la Orden de los Mínimos erigió en el convento de La Victoria, la Vía Sacra y Pasos del Señor, practicando el vía crucis todos los viernes del año y que daría origen a la hermandad de penitencia del Santo Cristo del Monte Calvario, compuesta por los miembros seglares de la Orden de los Mínimos.
En años posteriores hubo enojosos pleitos entre la Hermandad de seglares y los Frailes. En la propia hermandad se produjo una escisión entre sus hermanos, quizás motivada por diversidad de pareceres en cuanto a que unos querían seguir con los cultos internos y otros pretendían procesionar en Semana Santa como hacían otras cofradías a finales del siglo XVII y principios del siglo XVIII.
Como consecuencia de la ruptura, en 1706 un numeroso grupo de hermanos fundan en la capilla mayor del Real Hospital de San Lázaro la “Hermandad de los Pasos de Jesús”, con los fines de dar culto a la imagen, practicar la devoción del Vía Crucis, asistir a los hermanos enfermos cuando se le administrase el Viático y enterrarlos una vez fallecidos.
En 1711 fueron aprobadas sus primeras constituciones por el obispo Fray Francisco de San José, siendo rey Felipe V.
Tras la Semana Santa de 1918, la hermandad entró en un grave declive debido a riñas y disputas internas. Hasta tal punto llegó la situación que la junta de gobierno que presidía Ricardo Ramírez Vergara la llevó a una situación límite enajenándose propiedades y abandonándose el culto sagrado al titular y el mantenimiento de la ermita de San Lázaro.Aun así se mantuvo el enterramiento de hermanos en el panteón que la corporación posee en el cementerio de San Miguel.
En 1922 comienza la revitalización de esta hermandad por un grupo de hermanos, que el 5 de octubre de 1924 consiguen que se constituya una Junta de Gobierno ante el vicario general de la diócesis de Málaga. 
Para evitar las situaciones vividas, el obispado malacitano impone la condición de que la iglesia de San Lázaro pase a depender de la Parroquia de Santiago, de ahí la presencia de la Cruz de Santiago en el escudo de la Hermandad.
En 1925 la hermandad de los Pasos se incorpora en la recién creada Agrupación de Cofradías de Semana Santa de Málaga, pasando a ocupar desde ese año, el último puesto de las procesiones que discurren por el recorrido oficial el Martes Santo. 
Por Real Orden del 21 de septiembre de 1926, el rey Alfonso XIII otorga a esta hermandad el título de Real, aceptando el cargo de Hermano mayor Honorario.
El 8 de marzo de 1931 fue bendecida la imagen de María Santísima del Rocío, obra del imaginero valenciano Pío Mollar Franch. La Virgen del Rocío es conocida por el sobrenombre desde entonces como la "Novia de Málaga" por lucir blancas vestiduras.
En la quema de iglesias y conventos de 1931, la hermandad del Rocío perdió todo su patrimonio, repitiéndose la historia en la quema de iglesias y conventos de 1936, de la que sólo pudo ser salvada la imagen de María Santísima del Rocío.
En 2006, la hermandad de los Pasos solicitó al obispado de Málaga la concesión de la Coronación canónica de María Santísima del Rocío,coincidiendo con el tercer centenario fundacional de la corporación. La entonces Princesa de Asturias, Doña Letizia Ortiz Rocasolano, aceptó el nombramiento de Camarera Mayor honoraria de la cofradía.
En julio de 2012, tras varios años de espera, el Obispo otorga la Coronación. La Virgen del Rocío fue coronada el 12 de septiembre de 2015 en la Catedral de Málaga, acto que presidió honorificamente Su Majestad el Rey Felipe VI.
En mayo de 2018 la Virgen participó en la Magna de Vírgenes Coronadas con motivo del Aniversario de Patronazgo y Coronación de Santa María de la Victoria, Patrona del Málaga.
Entre septiembre y noviembre de 2021 la Hermandad participó en la exposición de la Catedral con motivo del Centenario de la Agrupación de Cofradías y Hermandades con la imagen de la Virgen del Rocío.

## Titulares

### Nuestro Padre Jesús Nazareno de los Pasos en el Monte Calvario

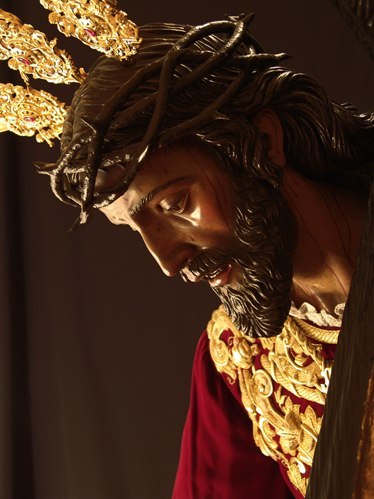
Rostro de Nuestro Padre Jesús Nazareno de los Pasos, de Eslava Rubio.

La representación de las caídas de Jesús en su camino al Calvario es una de las más extendidas y antiguas en el orbe cristiano. En Málaga aparece por primera vez con la escisión que se produjo en la primitiva Hermandad del Monte Calvario a principios del siglo XVIII y que derivó en la fundación de la actual Hermandad de Jesús De los Pasos que, sin embargo, no quiso perder sus raíces y añadió “en el Monte Calvario”.
La actual imagen de Nuestro Padre Jesús Nazareno de los Pasos en el Monte Calvario fue terminada por Antonio Eslava Rubio en 1977. La imagen anterior, ubicada actualmente en el oratorio/ columbario que la hermandad tiene en su actual sede, se encontraba carcomida. Este hecho animó a la Junta de Gobierno de aquel entonces, a encargar una nueva imagen perpetua acorde con el canon estético que imperaba en aquellos años.En los talleres de orfebrería de Villareal (Sevilla), encontraron la cabeza y manos de una imagen inconclusa realizada por el imaginero Rafael Quiles. Tras ponerse en contacto con Eslava Rubio, este terminó de esculpir la Imagen, tallarle cuerpo y dotarlo de una acertada policromía.
De expresión serena y penetrante mirada, la majestuosa imagen del Nazareno de los Pasos fue bendecida en la Basílica de Santa María de la Victoria en 1978.
La imagen, de inconfundible herencia mesina, muestra un rostro enjuto y demacrado por los tormentos. Representa a Cristo caído en tierra, apoyando su mano derecha sobre un rugoso risco para intentar levantarse y continuar a duras penas sus pasos hacia el Monte Calvario. Finas gotas de sangre, provocadas por la corona de espinas superpuesta, salpican el alargado rostro del varón, de ojos rasgados y policromados en la madera, pestañas finamente pintadas, afilado perfil, mejillas hundidas, y labios entreabiertos y jadeantes que dejan ver la dentadura tallada. Las carnaciones son aceitunadas y de la abundante cabellera, partida a dos aguas al igual que la barba, resbala un mechón que reposa sobre el hombro derecho. La efigie es de talla completa. La mano izquierda de Jesús abraza el travesaño del madero, de sección cilíndrica y arbórea.
En 1996 se conmemoraba el 75.º aniversario de la creación de la Agrupación de Cofradías de Semana Santa de Málaga. Esta entidad eligió el trono e imagen de Nuestro Padre Jesús Nazareno de los Pasos en el Monte Calvario para participar en la magna exposición de tronos e imágenes a celebrar en la Santa Catedral Basílica de Nuestra Señora de la Encarnación.
En el año 2003, le fueron colocadas un juego de potencias obra de los talleres de Juan Borrero y diseño de Eloy Téllez Carrión.
En 1997 y en 2003, la imagen fue restaurada por Juan Manuel García Palomo.
En el año 2000 y con motivo del año jubilar, la imagen del Nazareno de los Pasos protagonizaría la subida al Monte Calvario del Viernes de Dolores. la Lluvia hizo que este hecho no pudiera verso hecho realidad hasta la siguiente Cuaresma de 2001.
Otra salida extraordinario se produjo en 2002. Ese año se conmemoraba el 25.º aniversario de la bendición de la Imagen y el Nazareno fue llevado en Vía Crucis hasta el Santuario de la Victoria.
En 2006, celebrándose el III centenario de la Hermandad, se celebró un Vía Crucis extraordinario al Monte Calvario -origen de la corporación- siendo portado a hombros la imagen del Nazareno. En el mes de noviembre, la imagen estuvo expuesta en devoto besapie.
Culto Interno
Nuestro Padre Jesús Nazareno de los Pasos en el Monte Calvario recibe culto en la Iglesia de San Lázaro, concretamente en la capilla lateral derecha.
El segundo jueves de Cuaresma tiene lugar el inicio del triduo a esta imagen. El viernes de dicha semana, queda expuesto en devoto besapie durante todo el día. En el periodo de triduo, el Nazareno de los Pasos recibe culto en el altar mayor de la iglesia. 
El siguiente día a la finalización del triduo se celebra Función Principal.
Durante los doce meses del año en que el Nazareno de los Pasos recibe culto en su capilla de la Iglesia de San Lázaro, luce distintas túnicas: tergal blanco, tergal morado, brocado dorado y terciopelo burdeos.

### María Santísima del Rocío Coronada

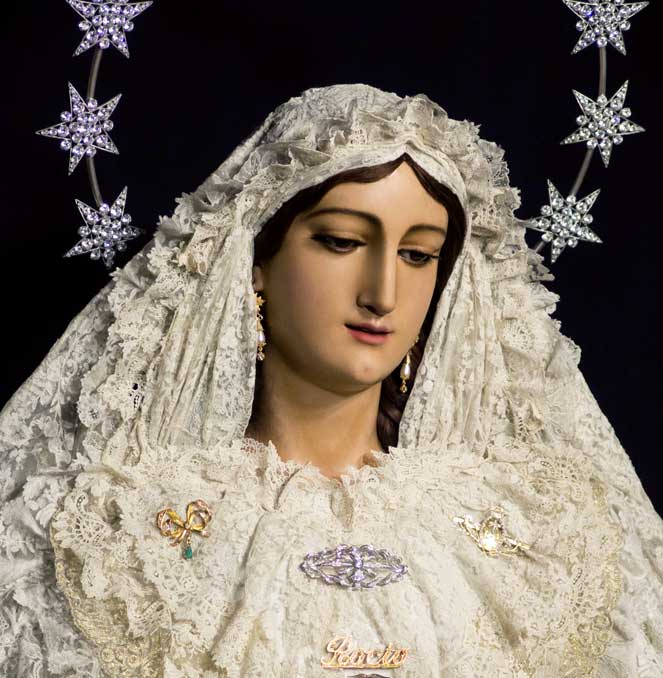
Primer plano de la Virgen del Rocío, conocida como la ´Novia de Málaga'

La imagen de María Santísima del Rocío es una imagen de cuerpo entero y de madera tallada y policromía, obra del imaginero valenciano Pío Mollar Franch en 1935. 
Formalmente hablando, la talla manifiesta una leve inclinación de la cabeza hacia el lado izquierdo, de modo contemplativo. El rostro tiene como protagonistas una nariz recta, labios entreabiertos y ojos de profunda mirada. No presenta lágrimas en el rostro. Su expresión representa un término alegre y de delicada dulzura. Presenta pelo natural y pabellones auditivos al descubierto. Manos finas y delicadas abiertas, al igual que los brazos, dan sensación de acoger al espectador.
Su iconografía se completa con un atavío de vestiduras blancas y, tocando su cabeza, una mantilla, a la usanza tradicional de la novia española. Es por este motivo por el que es popularmente conocida como "Novia de Málaga". 
La imagen es un ejemplo de la escuela levantina del siglo XX a la que perteneció Pio Mollar.
En 1992 y en 2004, el imaginero hispalense Luis Álvarez Duarte intervino la venerada efigie.
Culto Interno

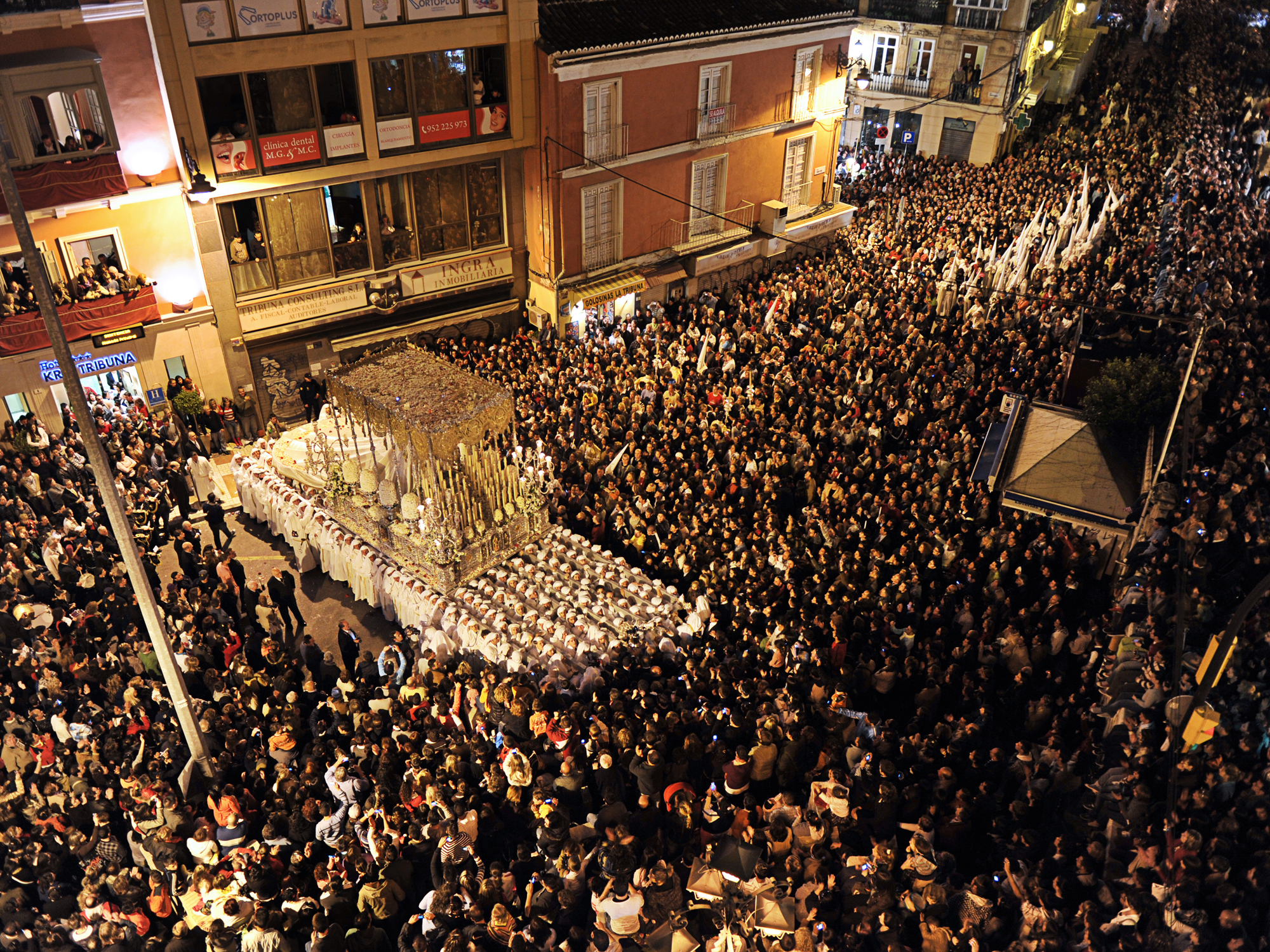
La Novia de Málaga en la Tribuna de los Pobres.

La imagen de la Virgen preside la iglesia de San Lázaro desde el altar mayor.
En Pentecostés, que según el año varía entre los meses de mayo y junio, la hermandad celebra un triduo a María Santísima del Rocío. La tarde del sábado que precede al domingo de Pentecostés, la  imagen recorre el barrio de La Victoria en una popular procesión. El lunes de Pentecostés, la imagen está expuesta en besamanos durante todo el día.

## Tronos
- El del Señor (1993), talla: Antonio Martín Fernández, dorado: Antonio y Manolo, escultura: Manuel Carmona, bajo diseño de Jesús Castellanos Guerrero. Hombres de trono: 180

- El de la Virgen (1967), orfebrería: Villareal, escultura: Manuel Carmona y Francisco Buiza, bajo diseño de Juan Casielles Del Nido. Palio (2007) bordado en oro sobre malla del mismo metal por Talleres de Brenes, según diseño de Eloy Téllez Carrión. Hombres de trono: 260.

## Coronación Canónica
La Hermandad de los Pasos solicitó el Martes Santo de 2006 la Coronación Canónica de la Virgen presentando para ello un dosier ratificado por el cabildo de la Hermandad y apoyada por numerosas instituciones, cofradías y por vecinos y devotos del barrio de La Victoria. 
El 24 de julio de 2012, el Obispo de Málaga, Jesús Catalá Ibáñez, comunicó a la Cofradía del Rocío la aprobación de la Coronación Canónica.
En rueda de prensa celebrada el 4 de septiembre de 2012, la cofradía anunció que comunicará al obispado de Málaga la intención de coronar a la Virgen del Rocío el 12 de septiembre de 2015.
El Ayuntamiento de Málaga y la Pontificia, Real e Ilustre Hermandad Matriz de Nuestra Señora del Rocío de Almonte fueron los padrinos de la Coronación Canónica. Su Majestad el Rey Felipe VI aceptó la presidencia de honor de los actos de la ceremonia.
El cartel anunciador de la coronación fue obra de Raúl Berzosa Fernández.
La ceremonia de coronación, celebrada en la Catedral de Málaga a las doce de la mañana del 12 de septiembre de 2015, fue retransmitida en directo a nivel nacional por 13TV; a varias provincias por PTV Telecom y para Málaga y provincia por Onda Azul Málaga y 101TV.

## Marchas dedicadas
Banda de Música:
- Dios te Salve, Rocío, Antonio Luis Gómez González (s/f)
- Virgen del Rocío, Manuel Rueda Higueras (s/f)
- A la Virgen del Rocío, César Sánchez Cañizares (s/f)
- Virgen del Rocío, Ginés Sánchez Torres (1993)
- A la Novia de Málaga, Antonio Pérez Funes (1997)
- A la Virgen del Rocío Gabriel Robles Ojeda (2002)
- Novia de Málaga, Gabriel Robles Ojeda (2002)
- A ti Rocío, Salvador Vázquez Sánchez (2003)
- Amor de Rocío, Miguel Rueda Carpio (2009)
- Azahar Victoriano, Sergio Bueno de la Peña (2012)
- Rocío Malagueño, Javier Calvo Gaviño (2012)
- Reina de San Lázaro, Francisco Javier Criado Jiménez (2013)
- Puerta del Cielo, Francisco Javier Criado Jiménez (2014)
- Rocío, cuanto te quiero, Pascual González Ramos y David Hurtado Torres (2014)
- Coronación Canónica de María Santísima del Rocío, José María Muñoz Cabrera (2015)
- La Coronación del Rocío, Francisco Javier Criado Jiménez(2015)
- Málaga Corona a su Novia, Sergio Bueno de la Peña (2015)
- Rocío Coronada, José Antonio Molero Luque (2015)
- Rocío de la Victoria, Julián González Planes (2015)
- Ros Coeli Regina Mundi, José Luis Pérez Zambrana (2015)
- Rocío, Madre de Dios, Juan Carlos Ocaña Rodríguez (2016)
- Rocío del Cielo, Cristóbal López Gándara (2020)
- Música para mi Virgen, Alfonso López Cortes (2022)

Cornetas y Tambores:
- Rocío, José Luis Torrón (1960)
- Virgen del Rocío,  J. Cantón (1958)
- La Virgen del Rocío, Alberto Escámez (1952)
- Camino del Calvario, Arturo Cáceres (1998)
- Nazareno de la Victoria, José Bazalo (2012)

Agrupación Musical:
- Padre y Nazareno, José María Sánchez Martín (2010)
- Señor, seguimos tus pasos, Jesús Jiménez Piñero (2012)
- Al Rey de la Victoria, Felipe Trujillo Lira (2014)
- Ros Coeli Regina, Alberto Sánchez Soto (2014)
- Rocío... Reina y señora, Barroso (2015)
- Con el arte que viene del barrio de la Victoria, Ezequiel González Cruz (2023)
- El Reino del Nazareno, Ezequiel González Cruz y Manuel Jesús Rodríguez Lara (2024)

## Hermanos Mayores (incompleto)
La lista de hermanos mayores de esta corporación está incompleta debido a las grandes lagunas bibliográficas producidas por el paso del tiempo y la destrucción del archivo de la corporación y del obispado de Málaga, entre otras, en la quema de iglesias y conventos de 1931.

### SigloXVIII
- Joseph Ferro (1711 -?)[8]

### SigloXIX
- Gabriel Atienza
- Manuel Pérez
- Francisco de Queros
- José Antonio Durán
- Joaquín Bueno
- Ricardo Ramírez Vergara
- José González Rabaneda
- José Pulido Domínguez

### SigloXX
- Francisco de Linares y Vivar[9]
- Manuel Sánchez Pérez[9]
- Enrique Rodríguez Murillo[9]
- Francisco García Grana[9]
- José García Grana[9]
- José Gómez Téllez[9]
- Antonio Gómez Téllez (1978 - 1986)
- Julio González Ruiz (1986 - 1994)
- Félix Fernández Tinoco (1994 - 1998)
- Mariano Reche Plaza (1998 - 2000)

### SigloXXI
- José Gallardo López (2000 - 2001)
- Cristóbal Peñarroya Sánchez (2002 - 2004)
- Antonio Pino Del Olmo (2004 - 2007)
- Juan José Lupiáñez Cayón (2007 - 2021)
- Francisco Javier Martín González (2021 - actualidad)

## Casa Hermandad
La Cofradía del Rocío tuvo su primera casa de hermandad en C/ Amargura n.º 10, a escasos metros de la Iglesia de San Lázaro. Este inmueble fue bendecido e inaugurado en marzo de 1985 por el obispo de Málaga, Ramón Buxarrais Ventura.
En marzo de 2008 fue bendecida e inaugurada la nueva sede, en calle Párroco Ruiz Furest. Este edificio cofrade se ha construido siguiendo el proyecto de los arquitectos Antonio Valero y Fernando Valero. Es un inmueble de grandes dimensiones, mucho más que el anterior, con un amplio salón de tronos, de donde sale toda la procesión montada, bandas incluidas. Entre las dependencias cabe citar los columbarios, un salón de actos con capacidad para 250 personas, un museo y una sala de conferencias, aparte de distintas habitaciones para la conservación del patrimonio de la hermandad.

## Publicaciones
La Cofradía del Rocío edita desde el año 2006 la Revista Rocío, en tamaño A4 evolución del antiguo boletín interno del mismo nombre.

## Itinerario
En la Semana Santa de 2010, la Hermandad de los Pasos cambió su recorrido y el horario en que solía hacerlo. Desde su incorporación a la Agrupación de Cofradías, cerró la jornada procesional del Martes Santo malagueño. El cabildo de hermanos aprobó la drástica medida en julio de 2009. Este hecho motivó acalorados debates en los foros cofrades de la ciudad.

## Recorrido Oficial
| Predecesor: Los Estudiantes (Lunes Santo) | Orden de entrada en el Recorrido Oficial (Martes Santo) 1.er lugar | Sucesor: Las Penas |